# Joe Porcaro
Joseph Joe Porcaro (Hartford, 29 de abril de 1930-ibídem. 6 de julio de 2020) fue un baterista de jazz, profesor de música y percusionista estadounidense.
Fue padre de tres integrantes de la banda estadounidense Toto:
- Jeff Porcaro (1954-1992), baterista,
- Mike Porcaro (1955-2015), bajista, y
- Steve Porcaro (1957-), tecladista.

## Biografía
Formó parte del selecto grupo de músicos de sesión The Wrecking Crew.
A lo largo de su carrera trabajó con una gran cantidad de artistas, como Pink Floyd, Stan Getz, Gerry Mulligan, Freddie Hubbard, Don Ellis, Frank Sinatra, Sarah Vaughan, Natalie Cole, The Monkees, Gladys Knight, Madonna, entre otros. 
También participó y compuso música para bandas sonoras de películas, llegando a trabajar con James Newton Howard, John Williams, Jerry Goldsmith, James Horner, Danny Elfman, John Frizzell y su hijo Steve Porcaro, entre otros.
Junto al educador y percusionista Ralph Humphrey fue fundador de la escuela de música Los Angeles College of Music en Pasadena (California).
Falleció en Hartford el 6 de julio de 2020 a los noventa años.